# Foussais-Payré
Foussais-Payré ist eine französische Gemeinde mit 1176 Einwohnern (Stand 1. Januar 2022) im Osten des Départements Vendée in der Region Pays de la Loire. Sie gehört zum Kanton Fontenay-le-Comte im Arrondissement Fontenay-le-Comte.

## Geografie
Foussais-Payré liegt zwölf Kilometer nordöstlich von Fontenay-le-Comte. Die Vendée fließt durch das Gemeindegebiet.

## Bevölkerungsentwicklung
| Jahr                       | 1962 | 1968 | 1975 | 1982 | 1990 | 1999 | 2007 | 2016 |
| Einwohner                  | 1147 | 1090 | 1310 | 1230 | 1230 | 1192 | 1107 | 1114 |
| Quellen: Cassini und INSEE |      |      |      |      |      |      |      |      |

## Politik
Foussais-Payré erhielt 1793 im Zuge der Französischen Revolution den Status einer Gemeinde (als Foussay) und 1801 das Recht auf kommunale Selbstverwaltung  (ebenfalls als Foussay). 1968 wurde Payré-sur-Vendée eingemeindet und die Gemeinde erhielt ihren heutigen Namen.
Foussais-Payré gehört zum Kommunalverband Pays de Fontenay-Vendée.
Seit dem 5. Juli 1990 besteht eine Gemeindepartnerschaft mit der bayerischen Gemeinde Egling an der Paar.

## Sehenswürdigkeiten

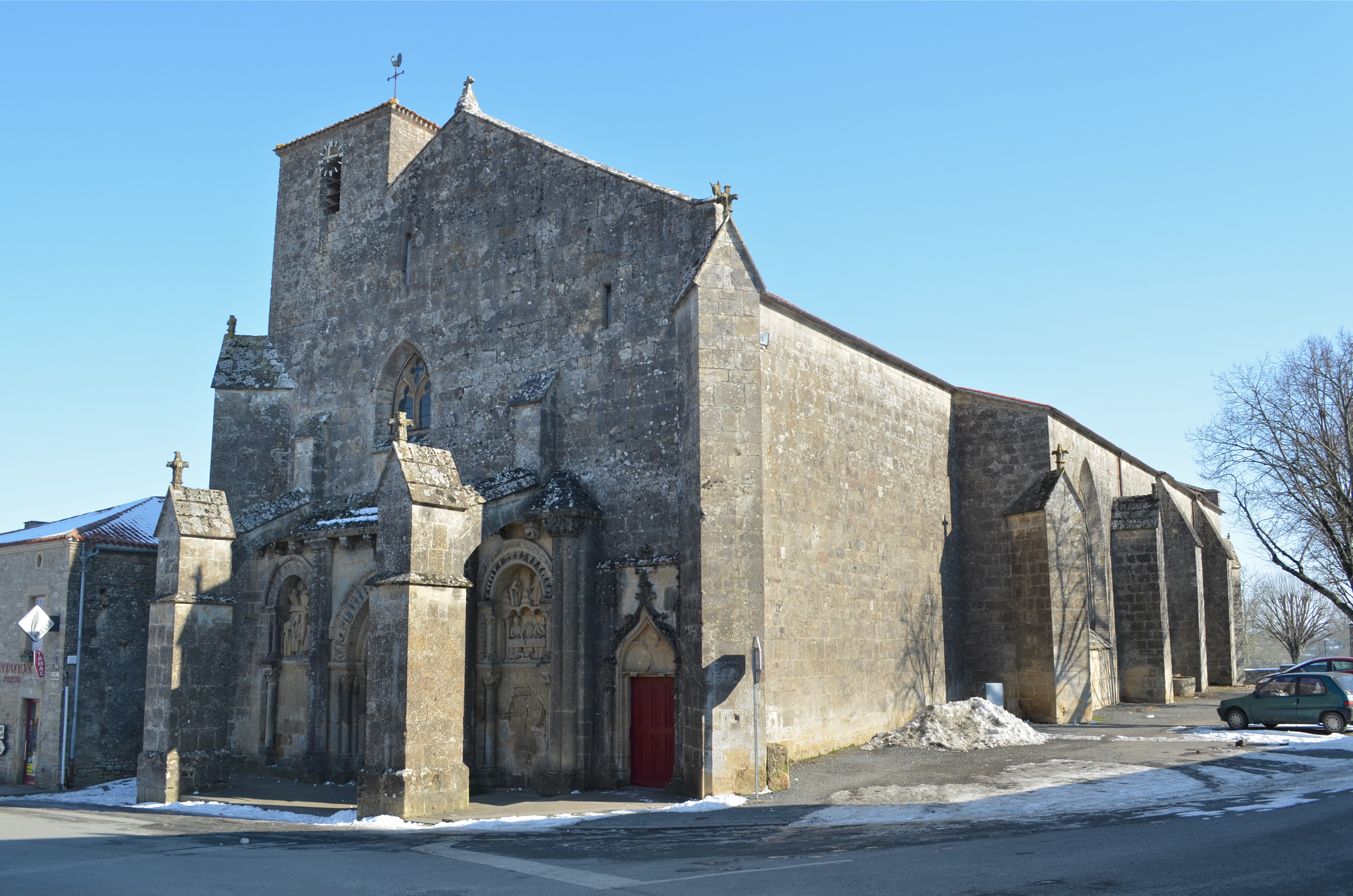
Kirche Saint-Hilaire

Die romanische Kirche von Foussais wurde im 10. Jahrhundert erstmals urkundlich erwähnt. Sie wurde im 15. Jahrhundert umgebaut, wobei die reich geschmückte Fassade aus dem 12. Jahrhundert erhalten blieb. Die Kirche wurde 1862 als Monument historique (historisches Denkmal) klassifiziert.
Das heutige Rathaus in Foussais befindet sich im alten Gebäude einer Priorei aus dem 13. Jahrhundert. Es ist seit 1986 teilweise in das Zusatzverzeichnis der Monuments historiques eingetragen (inscrit MH).
Das Haus von François Laurens wurde um 1557 für einen Händler von Foussais erbaut. Die Fassade an der Seite des Kirchplatzes ist erhalten geblieben, das Innere des Gebäudes wurde jedoch stark verändert. Es befindet sich im Privatbesitz und wurde 1989 in das Zusatzverzeichnis der Monuments historiques eingetragen.

## Wirtschaft
Das Bild der Gemeinde ist von Äckern und Wiesen geprägt. Haupterwerbszweige der Foussaisiens (Einwohner) sind Ackerbau, Weinbau, Obstbau und die Zucht von Hausrindern.